# Sunburst flag

Variante moderna de la bandera sunburst

Variación tradicional de la bandera sunburst

La sunburst flag (en irlandés: An Gal Gréine) es una bandera asociada con el principio del nacionalismo Irlandés, y, más recientemente, en las alas juveniles de grupos republicanos irlandeses tales como Na Fianna Éireann. La bandera se piensa que se utilizó en 1858 por la Hermandad Republicana Irlandesa. El rayo de sol de la bandera todavía se utiliza hoy en día, tanto por parte de grupos republicanos y grupos en defensa de la lengua Irlandesa como Conradh na Gaeilge.

## Historia y orígenes de la bandera
El diseño del rayo de sol de la bandera está inspirado por el Fianna de la mitología Irlandesa. Descritos como valientes guerreros que realiza un gran número de impresionantes hazañas, el Fianna se refiere a sí mismo como Gal Gréine o Scal Ghréine, que significa rayo de sol.
El rayo de sol de la bandera, y el símbolo de la sunburst se utilizaron por los nacionalistas irlandeses durante el siglo XIX. En 1858, la Hermandad Republicana Irlandesa adoptó la bandera como símbolo. Durante la Guerra Civil Americana, el motivo del sunburst fue incorporado por varios regimientos Irlandeses en sus estandartes. En 1893, el grupo llamado Conradh na Gaeilge estableció el sunburst como el símbolo del grupo en referencia a los Fianna.
El Partido Comunista de Irlanda y grupos de disidentes republicanos  como la Red Republicana para la Unidad y Saoradh han incorporado el sunburst en sus emblemas.